# Jacy Diniz Rocha
Jacy Diniz Rocha (ur. 29 września 1958 w São João Evangelista) – brazylijski duchowny katolicki, biskup São Luíz de Cáceres od 2017.

## Życiorys
26 maja 1984 otrzymał święcenia kapłańskie. Inkardynowany do diecezji Barreiras, pracował głównie jako duszpasterz parafialny, był też rektorem propedeutycznej części diecezjalnego seminarium. W 2003 przeniósł się do diecezji Guanhães i trzy lata później został włączony do duchowieństwa tej diecezji. Kierował wieloma parafiami tej diecezji jako administrator, a od 2014 był proboszczem w Sabinópolis (2014) i Colunie (2014–2017).
10 maja 2017 papież Franciszek mianował go biskupem diecezji São Luíz de Cáceres. Sakry udzielił mu 8 lipca 2017 biskup Emanuel Messias de Oliveira.